# Kakamigahara Aerospace Science Museum

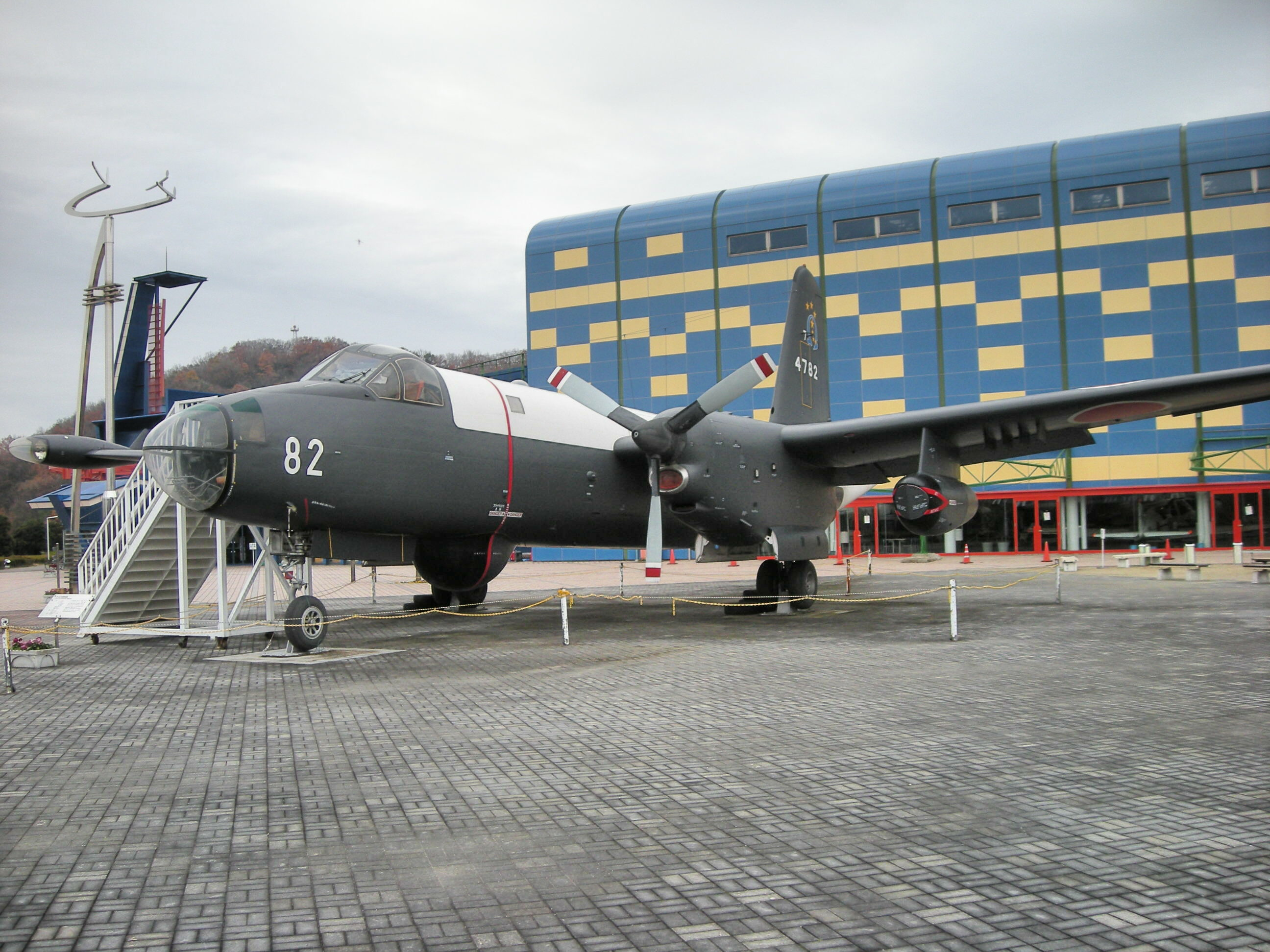
Lockheed/Kawasaki P-2J Neptune

Kakamigahara Aerospace Science Museum – japońskie muzeum lotnictwa, położone w Kakamigahara w prefekturze Gifu na wyspie Honsiu.

## Historia
W 1912 roku japońskie Ministerstwo Armii postanowiło wybudować lotnisko w mieście Kakamigahara, a w 1917 roku zostało ono ukończone. W 1922 roku na lotnisku otwarto zakłady Kawasaki, w których produkowano samoloty, pierwszym z nich był Otsu-1 będący licencyjną wersją samolotu Salmson 2. Lotnisko do dziś wykorzystywane jest jako miejsce testów i badań samolotów Japońskich Sił Samoobrony i dalej korzystają z niego zakłady Kawasaki. Obecnie nosi ono nazwę Baza Lotnicza Gifu. Tuż obok lotniska znajduje się muzeum z najstarszym pasem lotniczym w Japonii, Kakamigahara Aerospace Science Museum. Muzeum składa się z dwóch ekspozycji, samolotów i śmigłowców prezentowanych na zewnątrz oraz wystawy pod dachem. Zbiory muzeum prezentują dorobek japońskich konstruktorów oraz sprzęt będący na wyposażeniu Japońskich Powietrznych Sił Samoobrony. Wśród eksponatów można obejrzeć dokumenty związane z pracą inżyniera Takeo Doi, który był konstruktorem samolotów firmy Kawasaki, takich jak Kawasaki Ki-10, Kawasaki Ki-45, Kawasaki Ki-61 czy Kawasaki Ki-100, a po wojnie brał udział w projektowaniu samolotów NAMC YS-11 oraz Kawasaki P-2J obydwa można zobaczyć w muzeum. Prezentowane są eksponaty pokazujące rozwój techniki lotniczej, silników lotniczych oraz wyjaśniające podstawowe zagadnienia związane z techniką lotu. Sporo miejsca poświęcono japońskim dokonaniom związanym z eksploracją przestrzeni kosmicznej. Pokazywane są modele pierwszych japońskich rakiet. Do największych eksponatów należą samoloty NAL Asuka, będący samolotem krótkiego startu i lądowania (STOL), wodnosamolot PS-1 Shin Meiwa oraz pierwszy powojenny samolot transportowy NAMC YS-11. Wystawione są również jednostki eksperymentalne i prototypy takie jak makieta śmigłowca OH-X, który przerodził się w śmigłowiec Kawasaki OH-1 Ninja. Na terenie muzeum można spróbować swoich sił za sterami samolotu w symulatorze lotu.

## Galeria

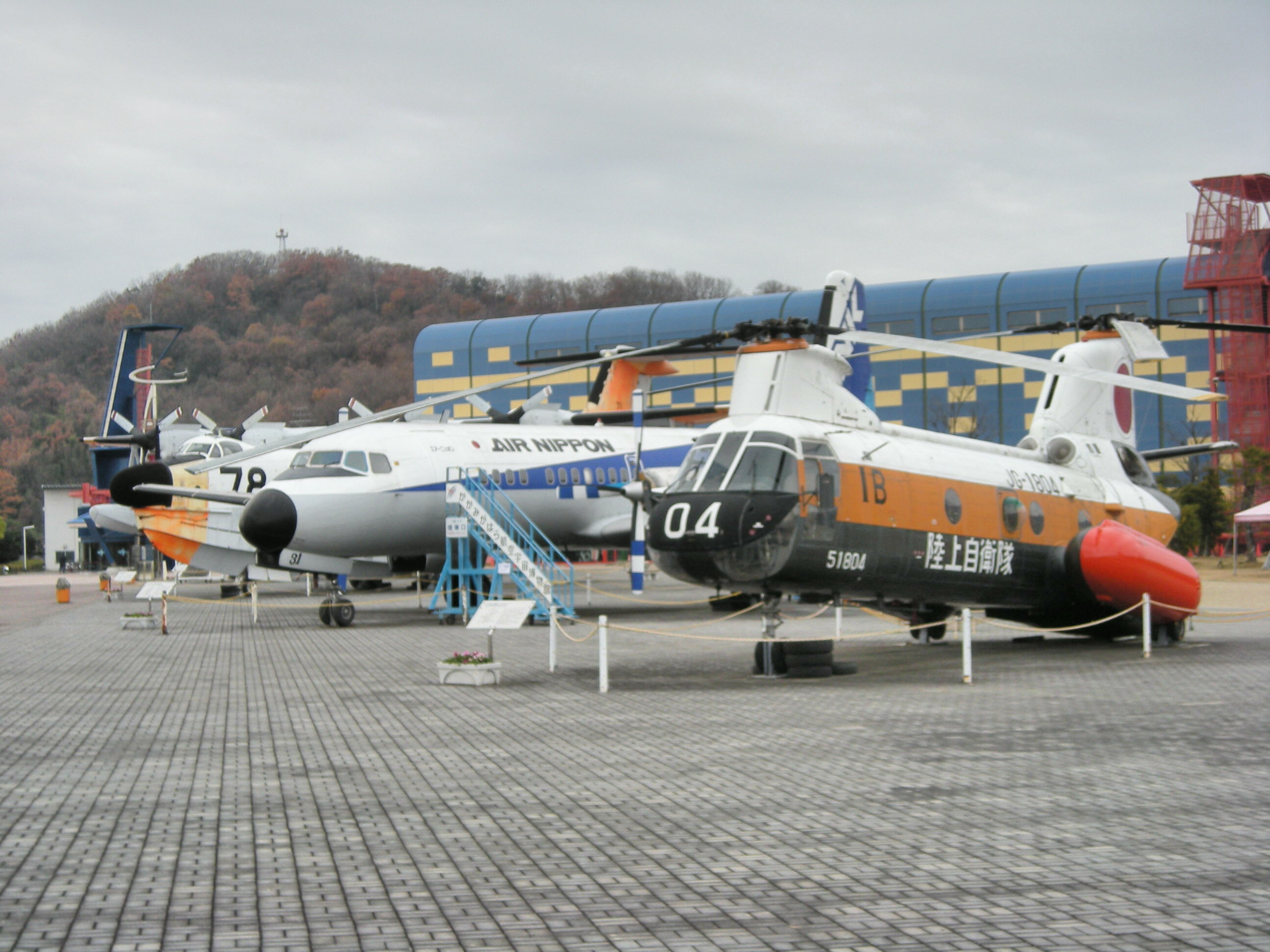
Ekspozycja zewnętrzna
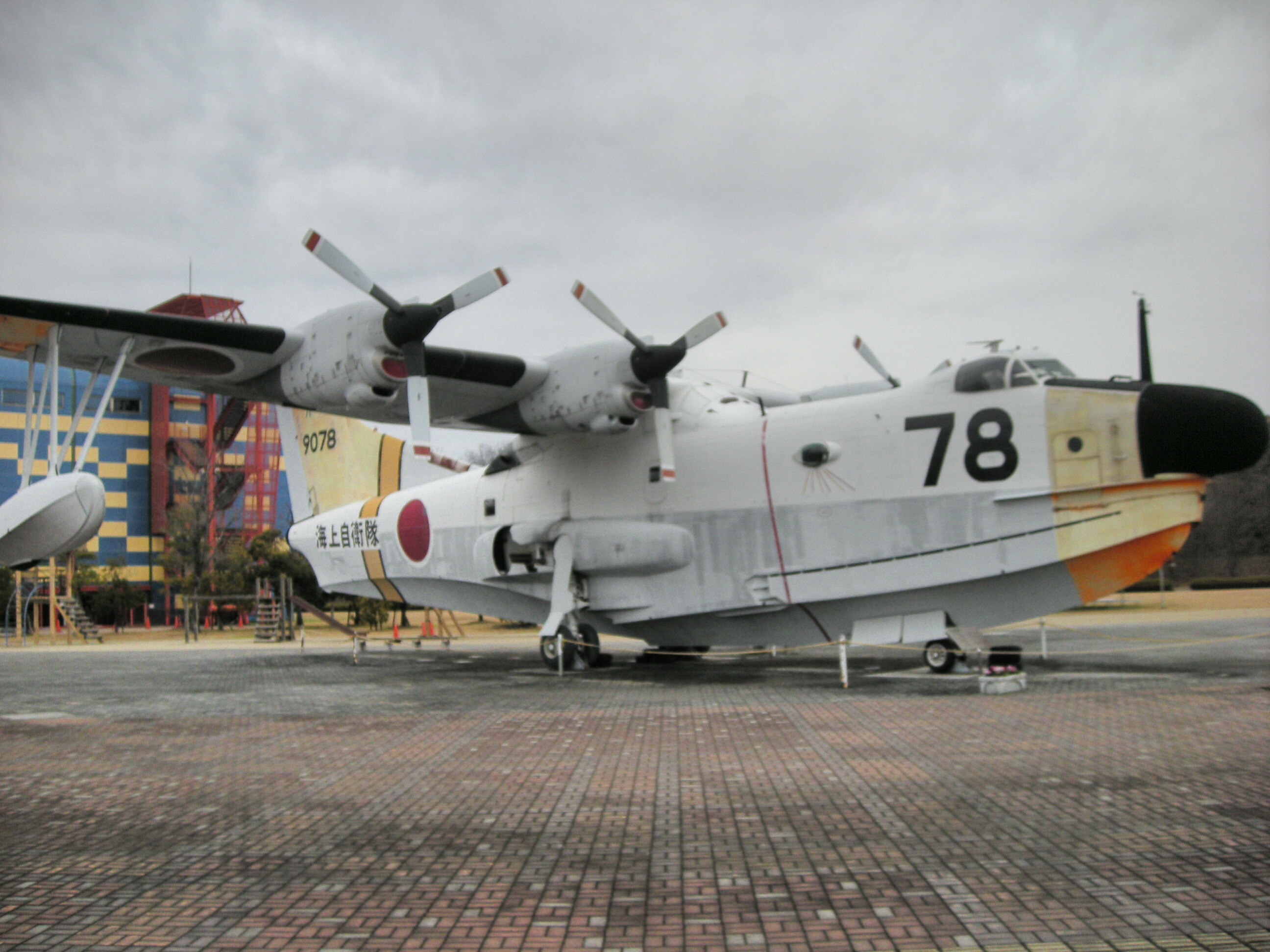
PS-1 Shin Meiwa
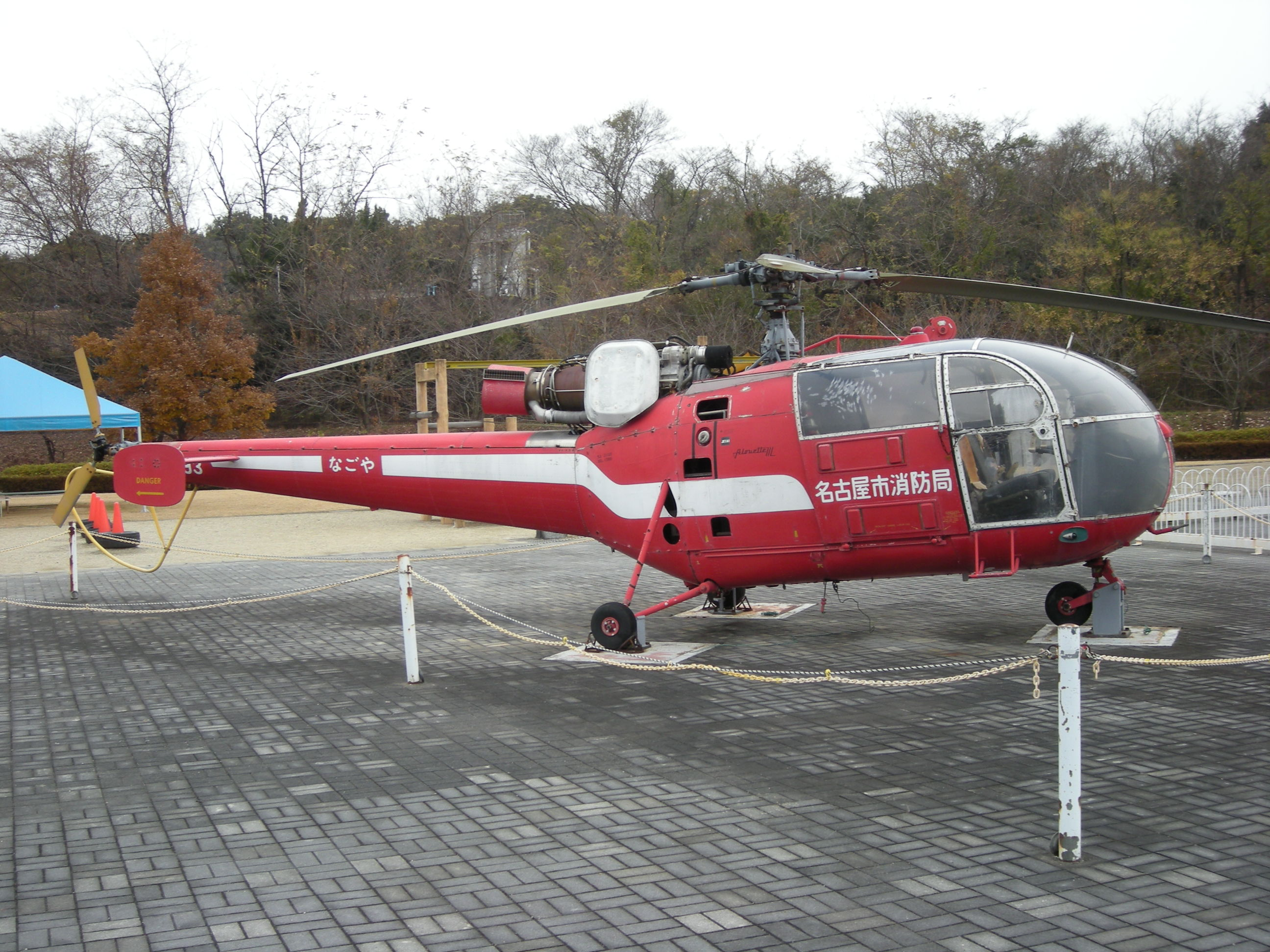
Aérospatiale Alouette III
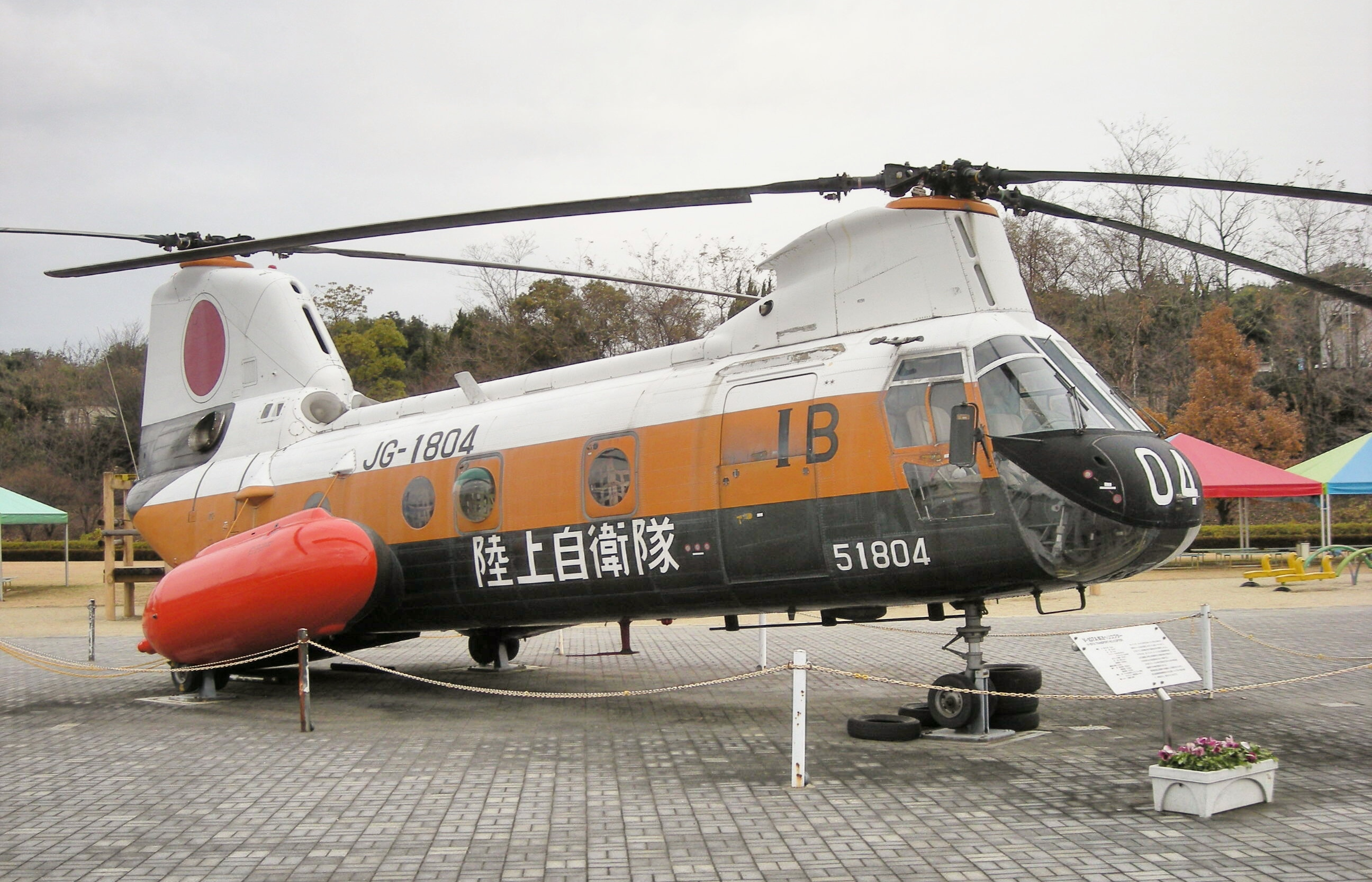
KV-107A
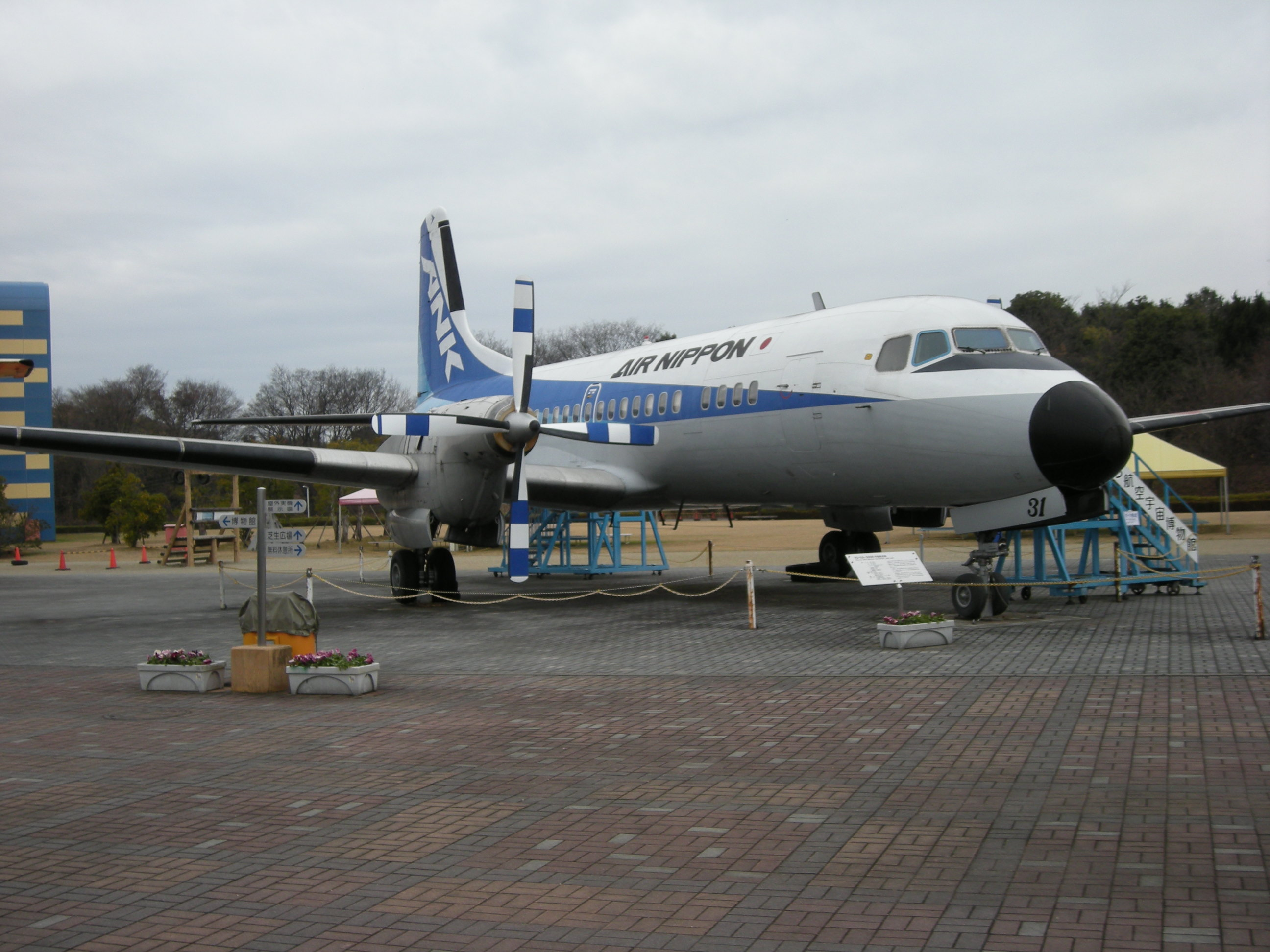
NAMC YS-11